# Queenborough Castle
Queenborough Castle är ett slott i Storbritannien.   Det ligger i grevskapet Kent och riksdelen England, i den sydöstra delen av landet, 60 km öster om huvudstaden London. Queenborough Castle ligger 6 meter över havet. Det ligger på ön Isle of Sheppey.
Terrängen runt Queenborough Castle är platt. Havet är nära Queenborough Castle norrut. Runt Queenborough Castle är det tätbefolkat, med 297 invånare per kvadratkilometer. Närmaste större samhälle är Southend-on-Sea, 13,7 km norr om Queenborough Castle. Trakten runt Queenborough Castle består till största delen av jordbruksmark.